# Claudia Scheler
Claudia Scheler (* 1. Januar 1954 in Miltenberg) ist eine deutsche Politikerin (SPD).

## Beruflicher Werdegang
Ihr Abitur absolvierte sie 1973. Von 1973 bis 1979 studierte sie Erziehungswissenschaft an der Universität Düsseldorf und an der Pädagogischen Hochschule Rheinland. Ihr Studium schloss sie 1979 als Diplom-Pädagogin ab. Von 1979 bis 1982 war sie als pädagogische Mitarbeiterin des Familienbildungswerks der Arbeiterwohlfahrt in Düsseldorf tätig. Von 1982 bis 1995 leitete sie das Paul-Gerlach-Bildungswerk der Arbeiterwohlfahrt.

## Politische Karriere
Claudia Scheler ist Mitglied der SPD seit 1973. Von 1992 bis 1999 war sie stellvertretende Landesvorsitzende der Arbeitsgemeinschaft sozialdemokratischer Frauen (AsF). Von 1984 bis 1994 saß sie im Stadtrat von Düsseldorf und von 1989 bis 1994 in der Landschaftsversammlung des Landschaftsverbandes Rheinland. Von 1995 bis 2010 war sie Abgeordnete des Landtags von Nordrhein-Westfalen. In der 14. Wahlperiode war sie Kulturpolitische Sprecherin ihrer Fraktion und Mitglied im Hauptausschuss.

## Mitgliedschaften
Sie ist Mitglied der Arbeiterwohlfahrt und ÖTV, jetzt ver.di.

## Privates
Scheler hat einen Sohn.